# Akte X – Die unheimlichen Fälle des FBI/Staffel 3
Die dritte Staffel der US-Mystery-Fernsehserie Akte X – Die unheimlichen Fälle des FBI umfasst 24 Episoden und wurde in den Vereinigten Staaten 1995/96 erstmals ausgestrahlt, in Deutschland 1996/97.

## Handlung
| Nr. (ges.) | Nr. (St.) | Deutscher Titel                      | Originaltitel                   | Erstausstrahlung USA | Deutschsprachige Erstausstrahlung (D) | Regie            | Drehbuch                                           |
| --- | --------- | ------------------------------------ | ------------------------------- | -------------------- | ------------------------------------- | ---------------- | -------------------------------------------------- |
| 50 | 1         | Das Ritual – Teil 2                  | The Blessing Way (2)            | 22. Sep. 1995        | 24. Okt. 1996                         | R. W. Goodwin    | Chris Carter                                       |
| Albert Hosteen und seine Familie werden von unbekannten Männern in Anzügen, die nach Mulder suchen, zusammengeschlagen. Scully wird von einem Helikopter verfolgt und Soldaten fordern die Herausgabe der Dokumente, die Albert übersetzt hat. Sie sagt aus, dass Mulder die Originale besitzt. Zurück in Washington, D.C. wird Scully in Pflichturlaub versetzt und muss zudem ihre Marke und Pistole abgeben. Als sie Mulders Büro betritt, stellt sie fest, dass der Datenträger verschwunden ist. In der Zwischenzeit beantwortet der Krebskandidat in New York Fragen über den Verbleib der Daten vor dem Konsortium. Mulder wird verletzt in der Nähe des Güterwaggons gefunden. Hosteen lässt ihn in eine Schwitzhütte bringen, wo er Mulder nach indianischen Riten pflegt. Während des Rituals hat Mulder Visionen von Deep Throat und seinem Vater, die ihn anweisen seine Suche nach der Wahrheit nicht aufzugeben. Frohike besucht Scully und zeigt ihr einen Zeitungsartikel, der von Kenneth Soonas Tod berichtet. Scully geht zum FBI-Gebäude, wo seltsamerweise der Metalldetektor anschlägt, sie konfrontiert Skinner mit dem Artikel, der dazu beitragen könnte, dass Mulder von dem Verdacht seinen Vater getötet zu haben entlastet werden könnte. Doch Skinner verweigert weitere Untersuchungen hierzu. Beim Verlassen des Gebäudes schlägt der Metalldetektor wieder an, die Ursache dafür, scheint in Scullys Nacken zu sein. Sie sucht einen Arzt auf, der ein kleines metallisches Implantat entfernt. Scullys Schwester Melissa drängt sie dazu einen Hypnotherapeuten zu konsultieren, um verlorene Erinnerungen an ihre Entführungen zu wecken. Doch während der Sitzung bekommt sie Angst und beendet die Sitzung. Als sie an ihrem Haus ankommt, beobachtet sie, wie Skinner gerade das Gebäude verlässt. Später verneint er dort gewesen zu sein. Mulder ist mittlerweile wieder genesen. Scully begibt sich nach Boston, um an Bill Mulders Beerdigung teilzunehmen und lernt dort Teena Mulder kennen, Fox’ Mutter. Scully wird von einem Mitglied des Konsortiums, dem „gepflegten Mann“ (Well-Manicured-Man), angesprochen, der sie davor warnt ermordet zu werden. Mulder kommt nach Connecticut und befragt seine Mutter über ein altes Foto, auf dem sein Vater mit Mitgliedern des Konsortiums vor einem mysteriösen Gebäude steht. Melissa ruft Dana an, um ihr zu sagen, dass sie sie besuchen kommt. Dana möchte ihr entgegenlaufen und verlässt ihre Wohnung, wo Skinner auf sie wartet, der mit ihr ungestört sprechen will. Melissa kommt in Scullys Wohnung, wo sie von Luis Cardinal und Alex Krycek niedergeschossen wird. Cardinal und Krycek fliehen, als sie sehen, dass sie die falsche Person verletzt haben. In Mulders Appartement bedroht Scully Skinner mit einer Waffe, da sie ihn für den Verräter hält, von dem der „gepflegte Mann“ gesprochen hat. Skinner sagt, er sei in Besitz der geheimen Dateien. Als draußen vor der Tür Schritte zu hören sind, nutzt Skinner Scullys Unachtsamkeit und zieht seine Waffe. |           |                                      |                                 |                      |                                       |                  |                                                    |
| 51 | 2         | Verschwörung des Schweigens – Teil 3 | Paper Clip (3)                  | 29. Sep. 1995        | 31. Okt. 1996                         | Rob S. Bowman    | Chris Carter                                       |
| Scully und Skinner stehen sich mit gezogenen Waffen gegenüber. Mulder kommt hinzu und zwingt Skinner seine Waffe abzugeben. Skinner sagt Scully und Mulder, dass die Dateien der einzige Weg sind die Verschwörung aufzudecken und er die Dateien bei sich behalten wird. Die Agenten besuchen die Einsamen Schützen und Mulder zeigt ihnen das Foto mit seinem Vater und den Mitgliedern des Konsortiums. Die Einsamen Schützen erkennen auf dem Foto Victor Klemper (in der deutschen Synchronisationfassung Victor Kerber genannt um Verwechselungen mit Victor Klemperer zu vermeiden), einen Forscher aus dem Dritten Reich, der im Zuge der Operation Büroklammer in die USA gebracht wurde. Frohike informiert Scully über den Zustand von Melissa und Mulder überzeugt Scully nicht ins Krankenhaus zu gehen, da sie dort ein Ziel für die Killer darstellt. Die Mitglieder des Konsortiums sind außer sich und fordern vom Krebskandidaten die Dateien, der verspricht sie am nächsten Tag zu haben. Scully und Mulder besuchen Klemper, der ihnen erzählt, dass das Foto vor einer Bergbauanlage in West Virginia aufgenommen wurde. Klemper informiert wenig später den „gepflegten Mann“ darüber, dass Mulder noch am Leben ist, was dazu führt, dass das Konsortium dem Krebskandidaten immer weniger vertraut. Albert Hosteen ist mittlerweile am Krankenbett von Melissa, während ein Mann im Anzug immer wieder am Zimmer vorbeiläuft und neugierig Melissa betrachtet. Mulder und Scully begeben sich nach West Virginia und finden in der alten Bergbauanlage einen geheimen Abschnitt, den sie mit Hilfe eines Codes von Klemper betreten können. Dort finden sie unzählige Aktenschränke, die Akten über Aufzeichnungen von Pockenimpfungen und Gewebeproben enthalten. Mulder findet die Akte seiner Schwester Samantha und stellt fest, dass die Akte ursprünglich für ihn angelegt wurde. Skinner informiert den Krebskandidaten darüber, dass er womöglich die Dateien besitzt, doch der Krebskandidat entgegnet ihm, dass er keinen Deal machen wird und bedroht Skinner mit dem Tode. Mulder hört Geräusche und verlässt den geheimen Teil des Gebäudes und sieht wie ein UFO startet und über ihn hinwegfliegt, während unbekannte kleine Lebewesen an Scully vorbeihuschen. Eine bewaffnete Einheit zwingt die Agenten zur Flucht und sie treffen Skinner im ländlichen Maryland. Skinner möchte die Dateien gegen die Wiedereinstellung und Sicherheit von Scully und Mulder eintauschen und die beiden Agenten stimmen zu. Skinner begibt sich zu Melissa ins Krankenhaus und wird von Albert Hosteen über den Mann im Anzug informiert. Skinner verfolgt den Mann, doch dann wird er im Treppenhaus von Luis Cardinal und Alex Krycek zusammengeschlagen und die beiden rauben zudem die Dateien. Krycek entgeht einem Anschlag auf sein Leben, als eine Autobombe explodiert und informiert dann den Krebskandidaten darüber, dass er die Dateien hat und diese veröffentlicht, falls er weiterhin verfolgt wird. Der Krebskandidat belügt das Konsortium, indem er behauptet, dass Scullys Attentäter getötet wurde und die Bänder zerstört wurden. Scully und Mulder treffen bei Klemper auf den „gepflegten Mann“, der ihnen erzählt, dass er Bill Mulder kannte und dieser dabei half genetische Proben zu sammeln, um eine post-apokalyptische Identifikation zu ermöglichen. Die Daten nutzte Klemper zudem, um an Mensch-Alien-Hybriden zu arbeiten. Samantha wurde entführt, um sicherzustellen, dass Bill Mulder über die Experimente schwieg. Mulder befragt nochmal seine Mutter, die ihm erzählt, dass Bill entschied, dass Samantha entführt wurde. Skinner trifft erneut den Krebskandidaten. Der hält Skinners Behauptungen für einen Bluff, doch dann stellt Skinner ihm Albert Hosteen vor. Dieser und zwanzig andere Navajos haben sich die Inhalte der Dateien gemerkt und werden diese veröffentlichen, falls Mulder und Scully verletzt werden sollten. Mulder trifft Scully im Krankenhaus, Melissa starb wenige Stunden zuvor. Beide wollen nun die Wahrheit finden. |           |                                      |                                 |                      |                                       |                  |                                                    |
| 52 | 3         | Blitzschlag                          | D.P.O.                          | 6. Okt. 1995         | 7. Nov. 1996                          | Kim Manners      | Howard Gordon                                      |
| In einer Spielhalle in Connorville (Oklahoma) streiten die jungen Männer Jack Hammond und Darin Peter Oswald um einen Spielautomaten. Hammond stößt Oswald auf den Boden und verlässt daraufhin die Spielhalle. Er steigt in seinen Wagen, doch der scheint einen Defekt zu haben, Hammond erhält durch die Zündung einen tödlichen Stromschlag. Oswald scheint jedoch der Grund für Hammonds Tod zu sein. Mittlerweile starben in Connorville fünf Menschen in Verbindung mit Blitzschlägen, der letzte war Hammond. Scully und Mulder ermitteln. Scully befragt Bart „Zero“ Liquori, den Besitzer der Spielhalle und Freund von Oswald. Mulder erkennt, dass Oswald die Highscores des Spieles hat und in der Nacht von Hammonds Tod ebenfalls dort gespielt hat. Oswald war das erste Opfer der Blitzschlag-Serie, doch er überlebte als einziger. Oswald arbeitet für eine Kfz-Werkstatt und versucht bei der Frau des Chefs, Sharon Kiveat, seiner ehemaligen Lehrerin, zu landen, doch die lässt ihn abblitzen. Oswald gibt an, in der Nacht nichts bemerkt zu haben, Mulders Handy überhitzt in der Gegenwart Oswalds. Zero ist durch das FBI beunruhigt, doch Oswald kümmert es nicht. Auf einer Wiese zieht er Blitze an, wird selbst wieder getroffen und tötet er eine Herde Kühe. Für ihn ist der Blitzschlag erneut folgenlos. Als Scully und Mulder am nächsten Tag den Ort untersuchen, können sie einen Schuhabdruck sichern und diesen Oswald zuordnen. Oswald missbraucht seine „elektrische“ Fähigkeit um Ampeln zu manipulieren und so Unfälle zu verursachen. Scully und Mulder finden in Oswalds Zimmer Hinweise auf eine unerfüllte Liebe von ihm zu Sharon Kiveat. An einer Verkehrsunfallstelle erleidet Oswalds Chef, Sharons Mann, einen Herzinfarkt, Oswald kann ihn durch eine Berührung retten, indem er als Defibrillator agiert. Die Agenten befragen Sharon, die von Oswalds Gabe gehört hat und schauen danach in seine Krankenakte. Diese zeigt ein akutes Hypokaliämie-Elektrolyt-Ungleichgewicht in seinem Blut. Oswald gibt sich dennoch unschuldig. Zero schließt am Abend seine Spielhalle und bemerkt dabei, dass Oswald hinter ihm her ist, da dieser denkt Zero hätte ihn verraten. Schließlich wird Zero außerhalb der Spielhalle vom Blitz getroffen und stirbt. Scully und Mulder eilen ins Krankenhaus um die Kiveats zu schützen, als sie eintreffen fällt der Strom aus. Oswald trifft auf Scully und Sharon Kiveat, die einverstanden ist, mit ihm zu gehen, wenn er dann niemanden mehr tötet. Außerhalb des Krankenhauses tötet Oswald den Sheriff durch einen Blitz. Schließlich wird Oswald festgenommen und in eine psychiatrische Anstalt gebracht. |           |                                      |                                 |                      |                                       |                  |                                                    |
| 53 | 4         | Der Hellseher                        | Clyde Bruckman's Final Repose   | 13. Okt. 1995        | 14. Nov. 1996                         | David Nutter     | Darin Morgan                                       |
| Eine Reihe von Wahrsagern, darunter eine Handleserin und ein Tarotkartenleger werden ermordet. Scully und Mulder helfen bei den Ermittlungen. Sie arbeiten zusammen mit Clyde Bruckman, einem Versicherungsvertreter. Dieser hat die Fähigkeit die genauen Todesumstände von Menschen mit denen er in Kontakt kommt zu sehen. Der Mörder erkennt, dass Bruckman, Mulder und Scully ihm auf der Spur sind und droht in einem Brief die drei umzubringen. Um Bruckman zu retten, bringen Mulder und Scully ihn in ein Hotelzimmer, wo sie ihn rund um die Uhr bewachen. Unglücklicherweise ist der Serienmörder in diesem Hotel Zimmerkellner. |           |                                      |                                 |                      |                                       |                  |                                                    |
| 54 | 5         | Die Liste                            | The List                        | 20. Okt. 1995        | 27. Feb. 1997                         | Chris Carter     | Chris Carter                                       |
| Der zum Tode verurteilte Napoleon „Neech“ Manley verkündet kurz vor seiner Hinrichtung, dass er wiedergeboren wird und sich an fünf Aufsehern rächen wird, die ihn schlecht behandelt haben. Scully und Mulder beginnen ihre Ermittlungen in Florida, nachdem ein Wärter auf unerklärliche Weise tot in Neechs Zelle gefunden wurde. Der Anstaltsleiter Brodeur glaubt, dass Neech die Morde mit jemandem außerhalb des Gefängnisses geplant hat. Scully spricht mit dem Wärter Vincent Parmelly, der der Meinung ist, dass der Insasse Roque in Besitz einer Liste ist, auf der die restlichen vier Namen stehen. Später wird der Kopf des Wärters Fornier in einem Farbeimer entdeckt. Am Kopf werden Fliegenlarven gefunden und der Gerichtsmediziner erzählt Scully, dass die Lungen des ersten toten Wärters voll mit Larven waren. Mulder spricht mit Roque, der seine Verlegung für die Herausgabe der Liste fordert, Brodeur findet kurz darauf den Körper von Fornier. Scully und Mulder besuchen die ängstliche Witwe von Neech, Danielle Manley, die eine heimliche Affäre mit Parmelly hat. Brodeur erschlägt Roque in den Duschen des Zellenblocks, nachdem ihm dieser gesagt hat, dass er der letzte Name auf der Liste sei. Brodeur befiehlt die Einschließung aller Gefangener und teilt Mulder mit, dass Neech mit allen bisherigen Toten gewaltsame Auseinandersetzungen hatte. Mulder zweifelt, dass Roque auf der Liste stand, glaubt aber an die Wiederkehr von Neech. Zudem glaubt Mulder, dass Neechs Henker Perry Simon gefährdet sein könnte. Dieser wird kurz darauf tot aufgefunden. Mulder spricht mit dem Gefangenen John Speranza, der aussagt, dass Roque nicht auf der Liste stand und besteht darauf, den Geist von Neech gesehen zu haben. Aufgrund von Neechs Telefonverbindungen glaubt Scully, dass der Anwalt Danny Charez an den Morden beteiligt sein könnte und diese mit Speranza plant und ausführt. Bei einem Gespräch mit Charez erzählt dieser von Danielles Beziehung zu Parmelly. Nachdem die Agenten gegangen sind, wird Charez vom zurückgekehrten Neech erwürgt. Brodeur schlägt Speranza vor, dessen Todesstrafe auszusetzen, wenn dieser die Morde stoppt und Speranza willigt ein. Danielle sieht im Schlaf Neech und als sie erwacht hält sie Parmelly für die Hülle des zurückgekehrten Geistes von Neech. Sie bedroht ihn mit einer Waffe. Scully und Mulder treffen mit einer Spezialeinheit vor Ort ein, können aber nur zusehen, wie Michelle Parmelly erschießt. Brodeur, der glaubt, dass Charez und Parmelly auf der Liste standen, erschlägt auch Speranza bei den Duschen des Zellenblocks. Parmelly werden die Morde zur Last gelegt, doch Mulder zweifelt, da Parmelly die Identität von Perry Simon nicht kennen konnte. Mulder glaubt an die Wiederkehr von Neech, doch Scully sieht den Fall als erledigt an. Brodeur fährt mit seinem Wagen an Scully und Mulder vorbei und erkennt nach einigen Metern, dass Neech auf dem Rücksitz lauert und ihn daraufhin angreift, was dazu führt, dass Brodeur an einen Baum fährt und stirbt. |           |                                      |                                 |                      |                                       |                  |                                                    |
| 55 | 6         | Fett                                 | 2Shy                            | 3. Nov. 1995         | 6. März 1997                          | David Nutter     | Jeffrey Vlaming                                    |
| In Cleveland trifft sich ein Paar, das sich im Internet kennengelernt hat, im Auto. Der Mann, Virgil Incanto, erstickt sein Date, Lauren, mit einer gallertartigen Substanz, die er ausspuckt. Am nächsten Morgen findet die Polizei Laurens Körper, der komplett mit der Substanz überzogen ist. Scully und Mulder werden zu den Ermittlungen gerufen, denn es gibt noch ähnliche andere ungelöste Mordfälle. Als Scully eine Obduktion des Körpers vornehmen will, ist nur noch das Skelett übrig, der Rest des Körpers hat sich verflüssigt. Die Flüssigkeit, die den Körper überzogen hat, war ein konzentriertes Verdauungsenzym und die Überreste weisen keinerlei Körperfett mehr auf. Incanto verabredet sich in der Zwischenzeit über das Internet mit Ellen Kaminsky. Seine Vermieterin Monica Landis verfolgt auch romantische Absichten und ist überzeugt, dass Incanto Schriftsteller und Lektor ist und möchte ihm einige Gedichte von sich vorlegen. Von Laurens Computer kommen die Agenten auf den Account von Incanto. Er hat seinen Account mit der Kreditkarte eines früheren Opfers eröffnet. Kaminsky versetzt Incanto, der vor einem Restaurant wartet, woraufhin er eine Prostituierte ermordet, die ihn an der Hand verletzt. Incanto wird bei seinem Mord gestört, sodass er den Körper der Frau nicht vollständig auflösen kann. Scully findet unter den Nägeln der Frau Hautreste von Incanto, die keinerlei Öle oder Fettsäuren aufweisen. Scully folgert daraus, dass Incanto das Körperfett seiner Opfer heraussaugt. Mulder sieht Inhalte von Incantos E-Mails, darin wird ein italienisches Gedicht zitiert und so wird eine Liste von möglichen Verdächtigen erstellt. Zusammen mit Scully und dem örtlichen Polizist Alan Cross beschließt er die Verdächtigen zu befragen. Kaminsky fragt Incanto nach einem erneuten Treffen, zugleich befragt Cross Incanto. Nach einem Treffen mit Kaminsky sieht Incanto, dass Monica Landis in seinem Apartment ist. Nachdem Landis den toten Körper von Cross in der Badewanne gefunden hat, tötet Incanto auch sie. Jessie, die blinde Tochter von Monica, fragt Incanto nach ihrer Mutter. Sie riecht ihr Parfüm in der Wohnung und ahnt, dass etwas passiert ist. Jessie verständigt die Polizei. Als Mulder und Scully eintreffen, ist Incanto verschwunden, doch eine Liste seiner Kontakte wird gefunden. Zwei Frauen können telefonisch nicht erreicht werden, eine davon ist Kaminsky. Incanto trifft bei Kaminsky ein, die per E-Mail ein Phantombild von Incanto durch das FBI erhält. Scully kommt zu Kaminskys Wohnung und wird von Incanto angegriffen, Kaminsky kommt an Scullys Waffe und schießt damit auf Incanto. In späteren Befragungen gibt Incanto die Morde zu. |           |                                      |                                 |                      |                                       |                  |                                                    |
| 56 | 7         | Der zweite Körper                    | The Walk                        | 10. Nov. 1995        | 21. Nov. 1996                         | Rob S. Bowman    | John Shiban                                        |
| In einem Veteranenhospital in Maryland unternimmt Lieutenant Colonel Victor Stanz seinen dritten Suizidversuch. Er sagt aus, dass eine mysteriöse Gestalt ihn nicht sterben lassen will. Er springt in eine Wanne mit kochendem Wasser, wird aber vom Klinikpersonal gerettet. Scully und Mulder befragen Stans, der aussagt, dass seine Frau und Kinder bei einem Hausbrand ums Leben kamen und das Feuer von einem mysteriösen Soldaten gelegt wurde, der ihn nicht sterben lassen wolle. Captain Janet Draper stoppt die Vernehmung, da Stans' Vorgesetzter General Thomas Callahan keine Genehmigung für die Befragung gab. Nach einem Gespräch mit den Agenten erblickt auch Callahan den mysteriösen Soldaten, zudem gibt sein Anrufbeantworter immer wieder eine unverständliche Nachricht wieder. Draper wird im Hallenbad der Anstalt von einer unbekannten Kraft angegriffen und getötet. Callahan erzählt nun Mulder und Scully, dass er auch den Soldaten gesehen hat und spielt ihnen die Nachricht auf dem Anrufbeantworter vor. Als sie zusammen zu Callahans Haus fahren, gibt dessen Sohn Trevor an, jemanden im Haus gesehen zu haben, Scully sieht jemanden durch den Garten laufen. Es werden Fingerabdrücke gesichert, die zu Quinton „Roach“ Freely, dem Briefzusteller der Anstalt, gehören. Roach wird verhaftet, zur gleichen Zeit wird Trevor in seinem Sandkasten von der unbekannten Macht getötet. Bei der Befragung durch die Agenten gibt Roach zu an den Morden beteiligt zu sein und sagt aus, dass er Rappos Briefträger ist. „Rappo“ ist Leonard Trimble, ein Veteran des Irakkriegs, der seine Arme und Beine verloren hat. Scully glaubt Roach nicht, doch der fürchtet, dass Rappo ihn als nächsten töten wird. Später wird Roach tot in seiner Zelle aufgefunden, Scully glaubt an Suizid, aber Mulder zeigt ihr Röntgenfilme, der er bei allen Tatorten bei sich trug und alle zeigen Spuren von Strahlung. Mulder glaubt, dass Rappo seinen Körper mittels Seelenreise verlassen kann. Mulder spielt die Nachricht des Anrufbeantworters rückwärts ab und so ist eine Todesdrohung des unbekannten Soldaten darauf zu hören. Rappo sagt in der Vernehmung aus, dass der Golfkrieg ihm sein Leben genommen hätte. Callahan findet die Leiche seiner Frau, in der Klinik sagt Stans ihm, dass Rappo für die Morde verantwortlich ist. Als Callahan Rappo zur Rede stellt, gibt dieser alles zu. Als die Agenten hinzukommen befindet sich Rappo in Trance. Mulder erkennt die Zeichen und versucht Callahan zu finden. Rappo greift Callahan im Keller der Anstalt mit platzenden Heizungsrohren an. Stans betritt Rappos Zimmer und erstickt ihn mit einem Kissen. Mit dem Tod hat der Spuk ein Ende, Callahan bleibt unverletzt. Da es keine greifbaren Beweise dafür gibt, dass Rappo ein Mörder war, bleibt der Fall ungelöst. Rappos Familie wollte ihn auf dem Nationalfriedhof Arlington beisetzen, doch das Militär verweigerte es, sodass er auf einem zivilen Friedhof in Pennsylvania beigesetzt wurde. |           |                                      |                                 |                      |                                       |                  |                                                    |
| 57 | 8         | Parallele                            | Oubliette                       | 17. Nov. 1995        | 13. März 1997                         | Kim Manners      | Charles Grant                                      |
| In Seattle fotografiert Carl Wade die 15-jährige Amy Jacobs bei einer Schulveranstaltung. Er ist besessen von ihr und entführt sie in der Nacht, aber wird dabei von Amys Schwester beobachtet. Zur gleichen Zeit bricht Lucy Householder, die in einem Diner arbeitet, mit starkem Nasenbluten zusammen. Mulder ermittelt in dem Entführungsfall, der ihn an seine Schwester Samantha erinnert. Seine Ermittlungen führen zu Lucy, die im Alter von acht Jahren entführt wurde und fünf Jahre in einem Keller eingesperrt wurde, bevor sie entkommen konnte. Scully vermutet, dass zwischen Lucy und dem Verschwinden von Amy eine Verbindung bestehen könnte, da Lucy eine Reihe von Vorstrafen aufweist und bei ihrem Nasenbluten nicht nur ihre eigene DNA gesichert wurde, sondern auch die von Amy. Lucy lebt in einem Rehabilitationszentrum für ehemalige Drogenabhängige, plötzlich zeigt ihr Gesicht Kratzer und sie leidet an vorübergehender Blindheit. Die Verletzungen sind identisch zu denen von Amy, die in Wades Keller eingesperrt ist. Alle körperlichen Dinge, die Amy zustoßen, passieren auch Lucy. Lucy hat Angst und kann Mulder deswegen nicht helfen. Scully entdeckt in ihren Ermittlungen die Verbindung zu Wade und Lucy sagt aus, dass es Wade war, der sie entführt hat. Durch einen Zeugen kommen die Agenten auf den Aufenthaltsort von Wade und in einer Hütte im Wald finden sie Lucy, die nicht weiß, wie sie dorthin kam. Plötzlich fühlt Lucy sich kalt und nass und Mulder schließt aus ihrer Verbindung zu Amy, dass Amy sich an einem Fluss befinden muss. Mulder und Scully eilen zum Fluss, wo Wade versucht Amy zu ertränken. Lucy zeigt Anzeichen eines Ertrinkungstodes, obwohl sie weit vom Wasser entfernt ist. Mulder erschießt Wade und Scully versucht Amy vergeblich wiederzubeleben, doch aufgrund der Verbindung wird Lucy wiederbelebt. Doch dann dreht sich der Vorgang um und Amy erwacht wieder, während Lucy stirbt. Lucy opferte sich, um Amy zu retten. |           |                                      |                                 |                      |                                       |                  |                                                    |
| 58 | 9         | Die Autopsie – Teil 1                | Nisei (1)                       | 24. Nov. 1995        | 23. Jan. 1997                         | David Nutter     | Chris Carter, Howard Gordon, Frank Spotnitz        |
| In Knoxville (Tennessee) führen japanische Wissenschaftler in einem mysteriösen Zugwaggon eine Obduktion an einem Alien durch. Eine Kamera im Inneren des Waggons nimmt alles auf. Plötzlich wird der Waggon von einer bewaffneten Einheit gestürmt, die Wissenschaftler werden erschossen, die Leiche des Aliens wird in einem Leichensack abtransportiert. Mulder kommt in den Besitz des Videobandes und glaubt an dessen Echtheit, während Scully skeptisch bleibt. Die Agenten begeben sich nach Allentown (Pennsylvania) um den Verkäufer des Bandes zu befragen, doch dieser wurde kurz zuvor ermordet. Am Tatort verfolgt Mulder einen Mann, der als Kazuo Sakurai, ein hochrangiger japanischer Diplomat, identifiziert wird. Skinner befiehlt die sofortige Freilassung des Diplomaten, doch Mulder hält dessen Aktentasche zurück und findet darin Unterlagen von MUFON und Satellitenaufnahmen von einem Schiff. Die Einsamen Schützen identifizieren das Schiff als die Talapus, ein Bergungsschiff, das in Newport News (Virginia) angedockt ist. Sakurai wird von einem Killer getötet. Scully besucht die MUFON-Gruppe und trifft auf eine Gruppe von Frauen, die alle behaupten sie zu kennen und auch entführt worden zu sein. Sie alle haben ähnliche Implantate wie Scully und teilen ihr mit, dass sie alle an Krebs sterben werden. Mulder sucht in der Zwischenzeit die Talapus, doch dann stürmen bewaffnete Männer das Schiff, Mulder kann noch entkommen. In der Nacht findet er ein Lagerhaus, wo ein unbekanntes Objekt von einem Gefahrengutteam bearbeitet wird. Mulder glaubt, dass es sich um ein Raumschiff handelt, welches von der Talapus geborgen wurde. Skinner befragt Mulder über die Aktentasche, deren Verschwinden zu diplomatischen Verstimmungen geführt hat. Er teilt Mulder mit, dass er ihm in Zukunft bei seinen weiteren Vorhaben nicht unterstützen kann. Mulder trifft Senator Matheson, der ihn über die Obduktion genauer informieren kann und weist darauf hin, dass es sich um eine Verschwörung um Mensch-Alien-Hybride handelt. Mulder findet heraus, dass die japanischen Wissenschaftler Mitglieder der berüchtigten „Einheit 731“ während des Zweiten Weltkriegs waren und von der US-Regierung angeheuert wurden, um an Hybriden zu forschen. Mulder glaubt, dass das Videoband Wissenschaftler bei Testuntersuchungen zeigt. Scully informiert Mulder über ihre Ergebnisse und lässt ihr Implantat genauer untersuchen, zudem untersucht sie das Videoband und erkennt dabei Dr. Ishimaru, der auch an den Untersuchungen während ihrer Entführung beteiligt war. Mulder verfolgt den mysteriösen Zugwaggon und findet ihn in West Virginia, wo er beobachtet wie japanische Wissenschaftler einen Alien in den Zug bringen. Der japanische Wissenschaftler Dr. Shiro Zama wartet an einem Bahnhof in Ohio auf den Zug, nachdem sein Bodyguard vom Killer getötet wurde. Der Killer folgt Zama in den Zug, der nach Vancouver fährt. Mulder verpasst den Zug in Ohio. Scully trifft in Mulders Apartment auf X, der sie davor warnt, dass Mulder den Zug betritt. Scully erreicht Mulder telefonisch und bittet ihn nicht in den Zug zu steigen, doch Mulder springt von einer Brücke auf das Dach des Zuges und verliert dabei sein Mobiltelefon … |           |                                      |                                 |                      |                                       |                  |                                                    |
| 59 | 10        | Der Zug – Teil 2                     | 731 (2)                         | 1. Dez. 1995         | 30. Jan. 1997                         | Rob S. Bowman    | Frank Spotnitz                                     |
| In Quinnimont (West Virginia) stürmen Soldaten das verlassene Gelände einer Lepra-Forschungsstation und nehmen die meisten Patienten in Gewahrsam. Einer der Patienten, Escalante, flüchtet durch eine Falltür. Er verfolgt die Transporter mit den Patienten auf ein verlassenes Feld, wo die Soldaten die Patienten, darunter Mensch-Alien-Hybride, erschießen und in einem Massengrab lagern. Mulder hat durch den Verlust seines Mobiltelefons den Kontakt zu Scully verloren. Sie befragt X, der ihr rät, ihr Implantat genau untersuchen zu lassen, es würde wichtige Informationen und Antworten für sie enthalten. Mulder betritt den Zug und stellt fest, dass der mysteriöse Waggon unter Quarantäne steht und durch ein Sicherheitssystem gesichert ist. Er sucht nach Dr. Zama und bittet den Schaffner um Hilfe. In Zamas Abteil finden sie handschriftliche Aufzeichnungen auf Japanisch. In einem anderen Teil des Zugs trifft Zama auf den Killer, der ihn tötet. Scully trifft Agent Pendrell, der ihr erklärt, dass ihr Implantat hochentwickelte Technologie sei, die in der Lage ist, Erinnerungen und Gedanken aus dem Gehirn zu speichern. Der Entwickler des Implantats war Zama, der es in der Forschungsstation in West Virginia entwickelte. Scully fährt dorthin und trifft dort auf die letzten verbliebenen Patienten, die dem Todesschwadron entkommen konnten. Escalante erzählt Scully, dass Zama Experimente durchführte, aber schon lange nicht mehr dort arbeitet. Er zeigt ihr das Massengrab. Soldaten, die nach Scully suchen, töten ihn. Scully wird zum „First Elder“ des Konsortiums gebracht. Mulder gelingt es, in den mysteriösen Waggon zu kommen, da die Tür nur angelehnt ist. Er erblickt in einem Raum innerhalb des Waggons einen Mensch-Alien-Hybriden. Der Killer attackiert Mulder, was dazu führt, dass der Schaffner sie in den Waggon einschließt. Der Killer weist sich als Mitarbeiter der NSA aus und teilt mit, dass sich eine Bombe im Waggon befindet, deren Countdown bereits ausgelöst wurde. Mulder zweifelt an den Angaben, doch dann ruft Scully auf dem Mobiltelefon des Killers an und weist ebenfalls auf die Bombe hin. Sie gibt an, von Zama in einem ähnlichen Waggon operiert worden zu sein und dass die Entführung durch Aliens nur als Täuschung dient. Sie befürchtet, dass der Hybrid mit Hämorrhagischem Fieber infiziert ist und durch die Explosion der Bombe viele Menschen infiziert werden könnten. Mulder findet die Bombe und der Waggon wird vom restlichen Zug auf einem Abstellgleis abgekoppelt. Der Killer erzählt Mulder, dass der Hybrid gegen biologische Waffen immun sei und Zama versuchte, ihn nach Japan zu bringen. Der Killer erhielt durch die US-Regierung den Auftrag, beide zu töten. Mit Scullys Hilfe gelingt es Mulder, die Tür des Waggons zu entriegeln, dann wird er erneut von dem Killer angegriffen und verliert das Bewusstsein. Der Killer verlässt den Waggon, wird dabei aber von X erschossen, der daraufhin Mulder aus dem Waggon holt, bevor die Bombe explodiert. Wenige Tage später versucht Mulder, Informationen über den Waggon zu erhalten, aber die Suche bleibt erfolglos. Auch die Notizen von Zama wurden nachträglich gefälscht und verändert. Die echten Aufzeichnungen sind im Besitz des Krebskandidaten, der sie übersetzen lässt. |           |                                      |                                 |                      |                                       |                  |                                                    |
| 60 | 11        | Offenbarung                          | Revelations                     | 15. Dez. 1995        | 28. Nov. 1996                         | David Nutter     | Kim Newton                                         |
| Ein Prediger fingiert während eines Gottesdienstes Stigmata. Nach der Predigt besucht ihn Simon Gates, der den Prediger stranguliert. Dabei rauchen seine Hände. Mulder und Scully ermitteln, Mulder verweist auf andere Morde, wo Menschen getötet wurden, die vorgaben Stigmata aufzuweisen. In einer Grundschule in Loveland (Ohio) beginnt der Schüler Kevin Kryder an den Handflächen zu bluten. Die Agenten treffen ihn in Beisein einer Sozialarbeiterin. Kevins Vater wurde vor einiger Zeit eingewiesen, da er Kevin durch teuflische Kräfte gefährdet sah. Mulder und Scully besuchen den Vater, der Kevin als den Auserwählten ansieht, der im Mittelpunkt im Kampf zwischen Gut und Böse steht. Kevin wird von einem seltsam aussehenden Mann entführt. Kevins Mutter erkennt den Mann, es ist Owen Jarvis, der für die Familie arbeitete. Owen sieht sich als Kevins Schutzengel und als die Agenten bei ihm eintreffen, ist Kevin verschwunden. Owen flüchtet mit einem Sprung aus dem Fenster. Kevin trifft zu Hause ein, doch er wurde von Gates verfolgt, der Owen tötet, als dieser Kevin beschützen will. Bei der Obduktion findet Scully heraus, dass Owens Körper nicht verwest, was sie an die Unbestechlichen aus dem Katechismus erinnert. An Owens Nacken findet sie Fingerabdrücke von Gates, der als reicher Geschäftsmann bekannt ist. Kevin und seine Mutter haben eine Autopanne, Gates will ihnen helfen. Kevin erscheint an zwei Orten gleichzeitig und verwirrt somit Gates und ermöglicht ihnen die Flucht. Weil Kevins Mutter von Gates verletzt wurde, kommt es zu einem Unfall und sie stirbt. Scully und Mulder bringen Kevin in ein Hotel. Während Scully aufgrund ihres Glaubens an ein Wunder glaubt, bestreitet Mulder die Möglichkeit eines Wunders. Gates bricht ein und entführt Kevin. Scully glaubt, dass Gates Kevin zu einer seiner Firmen in Jerusalem, Ohio, gebracht hat, während Mulder sie am Flughafen vermutet. Scully fährt zu der Firma, wo sie Gates und Kevin findet. Gates möchte mit Kevin in eine Zerkleinerungsmaschine springen, doch Kevin gelingt es sich festzuhalten, Gates stirbt. Kevin wird in Sicherheit gebracht und Scully geht nach langer Zeit wieder zur Beichte. |           |                                      |                                 |                      |                                       |                  |                                                    |
| 61 | 12        | Krieg der Koprophagen                | War of the Coprophages          | 5. Jan. 1996         | 5. Dez. 1996                          | Kim Manners      | Darin Morgan                                       |
| In Miller's Grove (Massachusetts) untersucht ein Kammerjäger den Keller von Dr. Jeff Eckerle und beseitigt einige Kakerlaken. Nachdem er eine Kakerlake zertreten hat erleidet er einen Anfall und bricht zusammen. Als Dr. Eckerle wieder hinzukommt ist der Kammerjäger von Kakerlaken bedeckt. Mulder ist zufällig in der Nähe, da einige UFO-Sichtungen gemeldet wurden. Der Sheriff informiert Mulder über die Kakerlakenangriffe. Mulder begleitet Sheriff Frass zu Dr. Eckerle. In der Stadt trinken einige Teenager Bier und inhalieren Dämpfe aus Dung. Einer sieht eine Schabe, die durch eine offene Wunde an seinem Arm, in seinen Körper eindringen, woraufhin er panisch seinen Arm mit einer Rasierklinge aufschneidet und verblutet. Über das Telefon erklärt Scully Mulder, dass es sich bei diesem Fall um Dermatozoenwahn handelt, der durch den Drogenkonsum verursacht wurde. Mulder findet in dem Raum eine Kakerlake und vermutet, dass tatsächlich einige Insekten da waren. Als er die Schabe fangen will, schneidet er sich daran, da die Hülle des Insekts aus Metall zu sein scheint. Frass glaubt, dass das Landwirtschaftsministerium Killerkakerlaken in einer nahegelegenen Einrichtung züchten lässt. Kurz darauf wird der Gerichtsmediziner tot aufgefunden. Scully führt den Tod auf ein Hirnaneurysma zurück. Wieder versucht Mulder eine Schabe am Tatort zu fangen, doch sie entwischt ihm. Daraufhin besucht er die Einrichtung der Regierung und trifft dort auf etliche Kakerlaken und Dr. Bambi Berenbaum, die an den Insekten forscht. In Mulders Motel geschieht ein weiterer Mord und wieder werden Kakerlaken am Tatort gesehen. Nun entschließt sich Scully nach Massachusetts zu kommen. Berenbaum untersucht eine der Schaben, die Mulder im Hotel fangen konnte und hält sie für mechanisch, woraufhin Mulder Dr. Ivanov besucht, der insektenähnliche Roboter herstellt. Ivanov ist von Mulders Fund fasziniert und meint es könnte sich um etwas Außerirdisches handeln. Scully findet heraus, dass Dr. Eckerle an aus Dung gewonnenem Methan als Ersatzkraftstoff arbeitete. Durch importierten Dung könnten Kakerlaken eingeschleppt worden sein, aber Mulder glaubt weiterhin an außerirdische Insekten. Er findet Eckerle in seiner Forschungseinrichtung, der paranoid ist und sich von den Schaben verfolgt fühlt. In seinem Wahn schießt Eckerle auf Mulder und trifft dabei Gasleitungen. Das Gebäude explodiert, kurz nachdem die Agenten ins Freie flüchten konnten. |           |                                      |                                 |                      |                                       |                  |                                                    |
| 62 | 13        | Energie                              | Syzygy                          | 26. Jan. 1996        | 12. Dez. 1996                         | Rob S. Bowman    | Chris Carter                                       |
| In Comity (New Hampshire) halten eine Gruppe von Schülern eine Trauerfeier für einen Mitschüler ab, der angeblich einer satanistischen Sekte zum Opfer fiel. Die Schülerinnen Terri und Margi werden von ihrem Mitschüler Jay im Auto mitgenommen. Die Mädchen erzählen ihm, dass das nächste Opfer eine blonde Jungfrau sein soll und überzeugen ihn von der Straße abzufahren. Am nächsten Tag wird Jay tot über einer Klippe hängend gefunden, darüber sitzen lachende Terri und Margi. Scully und Mulder treffen ein und gehen mit der lokalen Polizistin Angela White zu Jays Beerdigung. Bob Spitz, der Leiter der High School, stört die Trauerfeier und warnt vor dem satanistischen Kult, dann fängt Jays Sarg plötzlich Feuer. Die Agenten befragen die Mädchen getrennt voneinander, doch beide erzählen identische Geschichten über ein satanistisches Ritual. Scully ist skeptisch gegenüber dem Kult. Mulder und White besuchen die Astrologin Madame Zirinka, die die Vorfälle mit einer seltenen Planetenkonstellation erklärt. Margi und Terri verursachen den Tod eines weiteren Mitschülers, während Scully immer wütender wird, weil Mulder sie oft wegen White versetzt. Eine aufgebrachte Menge sucht ein Massengrab und findet eine Tasche mit Knochen, die Spitz für Kinderknochen hält. Die Tasche gehörte dem örtlichen Kinderarzt, der sie jedoch vor einiger Zeit verkauft hat. Es stellt sich heraus, dass die Knochen die Überreste von Terris Hund sind. Terri und Margi feiern ihren Geburtstag, wo sie ihre Mitschülerin Brenda töten. Scully wird immer eifersüchtiger auf White. Margi und Terri versuchen Brendas Freund Scott aufzumuntern, doch der weist sie ab, was Terri wütend macht. Mulder besucht erneut Madame Zirinka, die ihm sagt, dass alle, die am 12. Januar 1979 (Margis und Terris Geburtstag) geboren wurden spezielle Energien besitzen. Margi möchte Scott allein sehen, doch Terri kommt hinzu. Im Streit wird Scott getötet. Margi geht zu Mulder, während Terri Scully aufsucht und beschuldigen die jeweils andere. Scully und Mulder bringen beide auf das Revier, wo mysteriöse Dinge geschehen. Beide Mädchen werden in einen Raum gesperrt und verlieren ihre Kräfte um Mitternacht. Spitz hält die Vorkommnisse noch immer für ein Werk des Teufels. |           |                                      |                                 |                      |                                       |                  |                                                    |
| 63 | 14        | Groteske                             | Grotesque                       | 2. Feb. 1996         | 20. März 1997                         | Kim Manners      | Howard Gordon                                      |
| An der George Washington University trifft sich eine Gruppe zur Aktmalerei. Einer der Künstler, John Mostow, malt jedoch eine dämonische Kreatur. Als das Aktmodel nach der Sitzung zu seinem Wagen geht, wird er von einem Unbekannten ermordet. Am nächsten Morgen wird Mostow vom FBI unter der Leitung von Bill Patterson verhaftet. Patterson findet dabei auch das Messer mit dem die Taten verübt wurden. Mostow wird für die Morde angeklagt, Scully und Mulder kommen zu den Ermittlungen hinzu, als Mostow behauptet während der Morde besessen gewesen zu sein. Er sagt aus, dass ein Gargoyle ihm befohlen hatte zu töten. Dann geschieht ein weiterer Mord. Mulder trifft seinen früheren Mentor Patterson, der drei Jahre an dem Fall gearbeitet hat. Die Stimmung zwischen den beiden ist angespannt, da sie unterschiedliche Auffassungen haben. Mulder und Scully besuchen Mostows Galerie und finden in einem Raum Gargoyleskulpturen, in denen die Leichen versteckt sind. Ein Glasbläser wird angegriffen, überlebt aber schwer verletzt. Nemhauser, ein Agent aus Pattersons Team, teilt Scully mit, dass Patterson Mulder angefordert hat, was ihn sehr bewundert. Mulder vertieft sich sehr in die Gargoyletheorie. In Mostows Studio wird Mulder dann angegriffen und mit einem Messer leicht verletzt. Mostow will bei den Ermittlungen nicht behilflich sein. Am letzten Tatort findet Scully ein Messer mit Mulders Abdrücken und stellt fest, dass die Tatwaffe aus dem Beweismittellager entwendet wurde. Mulder geht wieder in Mostows Studio, wo er einen abgetrennten Arm findet. Scully ruft Nemhauser an, doch Mulder ist am Telefon, woraufhin er Nemhausers Leiche findet. Zudem bestreitet Mulder, das Messer entwendet zu haben und glaubt, dass Patterson der Killer ist. Mulder konfrontiert Patterson mit den Vorwürfen, doch der flieht als Scully hinzukommt. Patterson wird angeschossen und verhaftet. Dennoch beteuert er seine Unschuld. |           |                                      |                                 |                      |                                       |                  |                                                    |
| 64 | 15        | Der Feind – Teil 1                   | Piper Maru (1)                  | 9. Feb. 1996         | 19. Dez. 1996                         | Rob S. Bowman    | Frank Spotnitz, Chris Carter                       |
| Das französische Bergungsschiff Piper Maru findet im Pazifischen Ozean ein Flugzeugwrack aus dem Zweiten Weltkrieg. Der Taucher Gauthier taucht hinab und findet in der Kabine eine lebende Person, die schwarzes Öl in den Augen zu haben scheint. Zurück an der Oberfläche scheint auch Gauthier von schwarzem Öl besessen zu sein. Skinner informiert Scully darüber, dass die Ermittlungen im Falle der Ermordung ihrer Schwester eingestellt werden. Mulder erzählt ihr später von dem Schiff. Die Piper Maru befand sich genau an denselben Koordinaten wie die Talapus (siehe Staffel 3, Episode 9), die glaubte ein UFO gehoben zu haben. Als die Piper Maru in San Diego einlief, fand man die Crew mit Radiodermatitis auf, einer Hauterkrankung die auf ionisierende Strahlung zurückzuführen ist. An Gauthiers Taucheranzug finden die Agenten spuren des schwarzen Öls. Auf dem Video des Tauchvorgangs identifiziert Scully das Flugzeug als eine North American P-51. Gauthier durchsucht sein Haus und als seine Frau Joan hinzukommt, gibt er das schwarze Öl auch an sie weiter. Scully besucht Commander Johanson, einen alten Freund ihres Vaters, der ihr weitere Informationen über das Flugzeug geben könnte. Er erzählt ihr, dass er im Zweiten Weltkrieg an Bord des U-Boots „Zeus Faber“ einen gesunkenen Bomber finden sollte. Er erinnert sich, dass viele Männer der Besatzung an Radiodermatitis erkrankten und er nahm an einer Meuterei gegen den Kapitän teil, der auch vom schwarzen Öl besessen war. Mulder findet Gauthier verwirrt und mit Öl verschmiert in seinem Haus, aber er kann sich an nichts erinnern. Mulder findet einen Brief von einem Bergungsunternehmen und besucht die „Sekretärin“ Jeraldine. Mulder verfolgt sie, nachdem das Büro von mehreren bewaffneten Männern gestürmt wurde. Mulder und Joan verfolgen Jeraldine nach Hongkong, wo Mulder herausfindet, dass sie als Mittelsmann Regierungsgeheimnisse verkauft. Mulder fesselt Jeraldine mit Handschellen an sich und begleitet sie in ihr Büro, wo Alex Krycek bereits auf sie wartet. Er flieht durch das Fenster, während Jeraldine von bewaffneten Männern, die durch den Flur stürmen, erschossen wird. Auch Mulder entkommt. Joan kommt den Flur entlang und begegnet dort den Männern und indem sie einen Lichtblitz kreiert, erkranken nun auch die Männer an Radiodermatitis. In der Zwischenzeit wird Skinner von einer Gruppe Männern, darunter der „grauhaarige Mann“, konfrontiert, die ihm raten die Akte von Melissa nicht mehr zu öffnen. Später wird Skinner von Luis Cardinal angeschossen. Mulder fängt Krycek am Flughafen und Krycek bietet ihm das Band mit den Dateien (siehe Staffel 3, Episoden 2 und 3) an, wenn er ihn im Gegenzug laufen lässt. In einem Waschraum wird Krycek von Joan attackiert und auch mit dem schwarzen Öl infiziert. |           |                                      |                                 |                      |                                       |                  |                                                    |
| 65 | 16        | Der Feind – Teil 2                   | Apocrypha (2)                   | 16. Feb. 1996        | 2. Jan. 1997                          | Kim Manners      | Frank Spotnitz, Chris Carter                       |
| 1953 vernimmt eine Gruppe von Männern ein verbranntes Crewmitglied der „Zeus Faber“. Er erzählt, dass der Kapitän bei der Meuterei niedergeschlagen wurde und das schwarze Öl aus ihm hinausfloss und in das Meer gelangte. Zwei der fragenden Männer sind Bill Mulder und der Krebskandidat. In der Gegenwart: Fox Mulder und Alex Krycek kehren in die USA zurück und werden von einem anderen Auto von der Straße abgedrängt. Die Männer ergreifen Krycek, werden jedoch von einem hellen Lichtblitz verletzt. Der Krebskandidat nimmt ihre verletzten Körper in Augenschein und befiehlt ihre Beseitigung. Mulder verlor bei dem Unfall das Bewusstsein und erwacht im Krankenhaus wieder, wo ihn Scully über Skinners Verfassung informiert und ihm mitteilt, dass eine Speichelanalyse zeigte, dass der Schütze derselbe ist, der auch Melissa erschoss. Das Konsortium bespricht die Ereignisse rund um die „Piper Maru“, während Skinner Scully mitteilt, dass er seinen Schützen kennt, er stahl zusammen mit Krycek das Band von ihm. Mulder hält das schwarze Öl für ein Medium, das Außerirdische nutzen um sich von Körper zu Körper zu bewegen und glaubt, dass Krycek infiziert ist. Mulder und die Einsamen Schützen wollen das Band aus dem Schließfach holen, für das Krycek Mulder den Schlüssel überließ. Doch das Fach ist leer. Krycek übergibt das Band an den Krebskandidaten und erhält dafür den Aufenthaltsort des geborgenen UFOs. Da Cardinal als Skinners Schütze identifiziert wurde, verlangt das Konsortium, dass der Krebskandidat das UFO verlegt. Mulder erkennt auf dem leeren Umschlag aus dem Schließfach die Telefonnummer des Konsortiums und tritt telefonisch mit dem „gepflegten Mann“ in Kontakt und vereinbart ein Treffen mit ihm. Der „gepflegte Mann“ erzählt ihm, dass das UFO im Zweiten Weltkrieg geborgen wurde und die Geschichte der gesunkenen Atombombe wurde als Ablenkungsmanöver erfunden. Der „gepflegte Mann“ warnt Mulder, dass es jeden treffen kann und Mulder warnt Scully, nach Skinner zu sehen. Scully begleitet Skinner, der in ein anderes Krankenhaus verlegt wird. Cardinal versucht in den Krankenwagen zu kommen, woraufhin Scully ihn verfolgt und verhaftet. Cardinal verrät ihr, dass Krycek zu einem verlassenen Raketensilo nach Black Crow (North Dakota) ging. Die Agenten werden dort von Männern des Krebskandidaten eingefangen und fortgebracht. Im Inneren des UFO ist Krycek und hustet das schwarze Öl aus seinem Körper, das in das Schiff übergeht. Am Grab von Melissa sagt Mulder Scully, dass Cardinal tot in seiner Zelle gefunden wurde. Krycek bleibt in einem der Silos gefangen und fleht um seine Freilassung. |           |                                      |                                 |                      |                                       |                  |                                                    |
| 66 | 17        | Mein Wille sei dein Wille            | Pusher                          | 23. Feb. 1996        | 9. Jan. 1997                          | Rob S. Bowman    | Vince Gilligan                                     |
| Robert Patrick Modell kauft in einem Supermarkt eine große Menge Energydrinks. Noch im Laden wird er vom FBI unter der Leitung von Frank Burst festgenommen. Auf dem Weg zum Wagen spricht Modell immer wieder von der Farbe Cerulean-Blau. Modells Gerede führt offenbar dazu, dass einer der Polizisten einen herannahenden LKW ebendieser Farbe nicht sieht und mit ihm zusammenstößt. Nachdem der Fahrer auch noch Modells Handschellen aufschloss, kann Modell entkommen. Burst, der den Unfall als einziger überlebt hat, kontaktiert Scully und Mulder. Zusammen verfolgen sie Modell, der unter dem Spitznamen Pusher einige Auftragsmorde ausgeführt hat, die alle wie Selbstmord aussahen. Am Tatort entdeckt Mulder das Wort Ronin und so gelingt es ihnen, Modells Anzeige in einem Söldnermagazin aufzuspüren. Mulder glaubt, dass Modell seinen Opfern seinen Willen aufzwingen kann. Es gelingt ihnen Modell auf einem Golfplatz in Virginia zu finden, wo er ein Mitglied des SWAT-Teams dazu bringt sich mit Benzin zu übergießen und anzuzünden. Mulder findet Modell in der Nähe des Golfplatzes erschöpft in einem Auto. Bei seiner Anhörung vor Gericht nutzt Modell seine Fähigkeit den Richter dazu zu bringen ihn freizulassen. Die Agenten finden heraus, dass Modell sich beim FBI bewarb, aber durch den psychologischen Test fiel. Modell gelingt es durch seine Fähigkeit in das FBI-Hauptquartier zu gelangen und sich von einer Agentin Mulders Akte geben zu lassen. Als Skinner eingreift, hetzt Modell die Agentin auf Skinner, die ihn zusammenschlägt. In Modells Wohnung finden die Agenten Medikamente gegen Epilepsie und Mulder vermutet, dass Modell an einem Hirntumor leidet, der ihm die Fähigkeit gibt, Leute zu manipulieren, aber ihm dadurch auch viel Kraft raubt. Mulder glaubt, dass Modell nicht mehr lange leben wird. Burst erhält einen Anruf von Modell und lässt Burst an einem Herzanfall sterben, während die Agenten versuchen seinen Standort orten zu können. Sie finden Modell in einem Krankenhaus, wo er mehrere Leute getötet hat. Mulder eilt in das Krankenhaus und wird von Modell gefangen. Als Scully hinzukommt zwingt Modell Mulder Russisches Roulette zu spielen. Durch das Auslösen des Feueralarms gelingt es Scully Mulder aus der Trance zu holen, sodass dieser auf Modell schießt und ihn verwundet. Der Tumor Modells war die ganze Zeit operabel, doch Modell verweigerte die Entfernung aus Sorge um seine Kräfte. |           |                                      |                                 |                      |                                       |                  |                                                    |
| 67 | 18        | Der Fluch                            | Teso Dos Bichos                 | 8. März 1996         | 16. Jan. 1997                         | Kim Manners      | John Shiban                                        |
| Bei einer archäologischen Ausgrabung in Ecuador geraten Dr. Bilac und Dr. Roosevelt in Streit um die Ausgrabung einer Urne, die die Gebeine einer Amaru (Schamanin) enthalten. Roosevelt besteht, sehr zum Ärger von Bilac und den anwesenden Stammesangehörigen, auf die Ausgrabung und den Transport ins Museum. Während eines Rituals gibt der Schamane Yaje an die Dorfbewohner und Bilac aus, gleichzeitig wird Roosevelt in seinem Zelt von einem Jaguar-Geist angegriffen und getötet. Später untersuchen Scully und Mulder in Boston das Verschwinden von Dr. Decker, einen Archäologen aus dem lokalen Museum. Im Büro Deckers wurden große Mengen von Blut gefunden, aber keine Leiche. Die Agenten befragen den Kurator Dr. Lewton und die junge Akademikerin Mona Wustner und besuchen auch den zurückgezogen lebenden Bilac. Abends wird auch Lewton vom Jaguar-Geist getötet. Am Tatort findet Scully zahlreiche tote Ratten und Mona will nichts Ungewöhnliches beobachtet haben. Mulder und die Polizei suchen nach den Überresten von Lewton und finden im Wald Teile dessen Verdauungstrakts. Während der Untersuchung dieser Organe erhält Scully einen Anruf von Mona, die sagt, dass Bilac unter dem Einfluss von Yaje steht. Im Museum hört Mona Geräusche im Waschraum und als sie nachsieht, erkennt sie, dass zahlreiche Ratten versuchen durch die Toiletten aus der Kanalisation zu kommen. Als die Agenten im Museum ankommen finden sie einen weinenden Bilac bei den Toiletten, der aussagt, dass Mona tot sei. Bilac entkommt aus dem Raum in den er gesperrt wurde, doch Mulder erkennt, dass er durch die alten Dampftunnel des Museums entkam. Die Agenten untersuchen die Tunnel und finden zahlreiche Leichen, die von den dort lebenden wilden Katzen umgebracht wurden. Als sie fliehen wollen finden sie auch Bilacs Leiche, am Ende gelingt ihnen die Flucht. Mulder vermutet, dass die Katzenangriffe in Verbindung mit dem Fluch der Urne stehen. Schließlich wird die Urne zurückgebracht und der Schamane schaut mit jaguarähnlichen Augen der Bestattung der Urne zu. |           |                                      |                                 |                      |                                       |                  |                                                    |
| 68 | 19        | Höllengeld                           | Hell Money                      | 29. März 1996        | 6. Feb. 1997                          | Tucker Gates     | Jeffrey Vlaming                                    |
| In San Franciscos Chinatown wird der Immigrant Johnny Lo von drei Männern, die Shigong-Masken tragen, verschleppt. Kurze Zeit später bemerkt der Wachmann eines Krematoriums die drei Männer und sieht wie Lo in einem Ofen bei lebendigem Leib verbrennt. Scully und Mulder ermitteln und bekommen Unterstützung von Detective Glen Chao. Mulder glaubt an einen Geist, während Scully einen Kult verdächtigt. Im Inneren des Ofens finden sie ein chinesisches Schriftzeichen, das Chao als „Geist“ übersetzt, zudem ein Stück Papier, bei dem es sich um Höllengeld handelt, ein symbolisches Opfer für verstorbene Geister. In Los Wohnung finden sie unter einem neuen Teppich Blutspuren. In einem anderen Teil Chinatowns kümmert sich der Immigrant Hsin um seine an Leukämie erkrankte Tochter Kim. Um ihre Behandlung zu bezahlen nimmt er an einer Lotterie im Untergrund teil, wo man entweder Geld gewinnen kann oder ein Organ verliert. Ein Mann erwischt ein schlechtes Los und wird am nächsten Tag tot aufgefunden, Scully nimmt eine Obduktion vor und erkennt, dass dem Mann mehrere Organe entnommen wurden. Von Chao erhalten die Agenten keine Informationen, da die chinesische Gemeinschaft sich in Schweigen hüllt und auch Chao keine Informationen bekommt. Hsin hat den Teppich in Los Wohnung gelegt. Er trägt eine Bandage über dem rechten Auge, da er in der Lotterie verloren hat. Die drei maskierten Männer erwarten Chao in seiner Wohnung und schlagen ihn nieder. Hsin möchte aus der Lotterie aussteigen, doch er wird gewarnt, dass dies sehr gefährlich für ihn werden könnte. Chao verschwindet aus dem Krankenhaus und die Agenten finden heraus, dass das Blut aus Los Wohnung, das von Chao ist und besuchen Hsin, aber nur Kim ist da. Sie entdecken Chao außerhalb eines Restaurants und verfolgen ihn. Hsin verspielt in der Lotterie sein Herz, Chao kommt hinzu und offenbart, dass die Lotterie manipuliert ist. Scully und Mulder können die Operation von Hsin im letzten Moment stoppen. Alle Zeugen verweigern die Aussage und eine Anklage kann nicht zu Stande kommen. Hsin kommt nach Hause und seine Tochter wird auf eine Organspendeliste gesetzt. Chao verschwindet und wacht in einem Krematoriumsofen wieder auf, bevor er verbrannt wird. |           |                                      |                                 |                      |                                       |                  |                                                    |
| 69 | 20        | Andere Wahrheiten                    | Jose Chung’s 'From Outer Space' | 12. Apr. 1996        | 13. Feb. 1997                         | Rob S. Bowman    | Darin Morgan                                       |
| Das Teenagerpaar Harold und Chrissy wird auf dem Nachhauseweg von Aliens entführt. Doch diese Aliens werden von einer anderen Alienrasse angegriffen. Scully wird über den Fall vom Autor Jose Chung interviewt, der ein Buch über die Vorkommnisse schreiben möchte. Chrissy scheint sexuell missbraucht worden zu sein und Harold wird der Tat verdächtigt, aber weist auf die Entführung durch Aliens hin. Detective Manners glaubt nicht an Harolds Geschichte, aber Chrissy schildert in einer Befragung unter Hypnose die Entführung durch Aliens. Mulder glaubt an die Geschichte der Entführung. Die Agenten sprechen mit einem Mitarbeiter eines Stromkonzerns, Roky Crikenson, der die Entführung beobachtet hat, zudem schrieb er einen Augenzeugenbericht, den er den Agenten aushändigt. Am Abend wird er von Männern in schwarzen Anzügen bedroht, sie sagen ihm, dass er nur die Venus sah und es keine Aliens gibt und bedrohen ihn mit dem Tod. Der Mann scheint einen verwirrten, ausgeflippten Eindruck zu machen. Mulder lässt Chrissy nochmal hypnotisieren und dieses Mal behauptet, sie von der US-Armee entführt worden zu sein und eine Gehirnwäsche bekommen zu haben. Chung spricht mit dem Science-Fiction-Fanatiker Blaine, der einen toten Alien gefunden haben will, der dann von den Agenten und Manners abgeholt wurde. Blaine liefert absurde Beschreibungen von Mulder und Scully. Mulder erlaubt Blaine, die Obduktion des Aliens zu filmen und es stellt sich heraus, dass es sich um den Air-Force Piloten Jack Schaefer in einem Kostüm handelt. Mulder erinnert sich, Schaefer in der Nacht zuvor ohne Kleidung auf der Straße laufend gefunden zu haben. Schaefer erzählte Mulder in einem Diner, dass er und sein Copilot als Aliens verkleidet waren, um ein Flugzeug, das wie ein UFO konstruiert war, zu fliegen, aber dann von Aliens entführt wurden. Dann wurde er von Vorgesetzten abgeholt. Der Koch des Diners erzählt Chung eine andere Geschichte, er sagt, dass Mulder allein war und über Aliens redete und dabei sehr viel aß. Im Motel findet Mulder die Männer in Schwarz in Scullys Zimmer, Scully scheint in Trance zu sein und keine Erinnerung zu haben. Scully, Mulder und Manners werden zu der Absturzstelle eines Kampfflugzeuges gerufen und sehen dort die toten Piloten, darunter Schaefer. Mulder besucht Chung und bittet ihn, das Buch nicht zu schreiben, aber es wird trotzdem veröffentlicht. Scully liest es und erfährt darin, was aus Roky und Blaine wurde. |           |                                      |                                 |                      |                                       |                  |                                                    |
| 70 | 21        | Heimsuchung                          | Avatar                          | 26. Apr. 1996        | 20. Feb. 1997                         | James Charleston | Howard Gordon, Idee: David Duchovny, Howard Gordon |
| Skinners Frau Sharon reicht die Scheidung ein. In einer Bar lernt Skinner eine Frau namens Carina kennen und verbringt die Nacht mit ihr. Skinner hat einen Albtraum, in dem eine alte Frau mit ihm im Bett liegt. Als er aufwacht findet er Carina tot neben sich. Er gilt als tatverdächtig und Scully findet während der Obduktion ein Phosphoreszenzleuchten um Carinas Mund. Mulder findet heraus, dass Carina eine Prostituierte war und spricht mit ihrer Zuhälterin, die eine Abbuchung von Skinners Kreditkarte in der Nacht vorgenommen hat. Auf der Straße sieht Skinner wieder die alte Frau aus seinem Traum, doch es handelt sich um Sharon. Scully erfährt von Skinners Schlafproblemen und Albträumen und befürchtet, dass er Carina im Schlaf umgebracht haben könnte. Mulder vermutet, dass Skinner Visionen einer Succubus hat. Skinner schläft nach einem kurzen Besuch von Sharon ein und wird von den Agenten geweckt, die ihm mitteilen, dass Sharon einen Autounfall hatte. Skinner erzählt Mulder, dass er die Visionen von der alten Frau seit seiner Zeit im Vietnamkrieg hat, damals aber dachte, sie seien durch den Drogenkonsum ausgelöst worden. Die Unterhaltung wird vom Krebskandidaten unbemerkt mitgehört. Mulder lässt Sharons Airbag untersuchen und trotz eines guten Wortes von Scully wird Skinner aus seinem Amt enthoben, Mulder sieht darin eine Schwächung der X-Akten. Agent Pendrell findet heraus, dass auf dem Airbag nicht Sharons Gesicht zu sehen ist, jemand anderes hat also den Wagen gefahren. Carinas Zuhälterin wird ermordet. Die Agenten fragen Judy, eine Angestellte, ob sie sich mit dem Mann, der Carina engagierte, treffen will, denn sie kennt sein Gesicht. Es wird ein Treffen in einem Hotel arrangiert. Skinner besucht Sharon im Krankenhaus und kurz bevor sie aus dem Koma erwacht, sieht er wieder die alte Frau. Im Hotel geht die Aktion beinahe schief, doch Skinner erschießt den Mann, bevor er Scully und Judy etwas antun kann. Die Identität des Mannes bleibt ungeklärt, Skinner kehrt wieder zur Arbeit zurück, sagt aber nicht, warum er im Hotel war. |           |                                      |                                 |                      |                                       |                  |                                                    |
| 71 | 22        | Der See                              | Quagmire                        | 3. Mai 1996          | 27. Feb. 1997                         | Kim Manners      | Darin Morgan                                       |
| In Millikan County (Georgia) besprechen die Biologen Farraday und Bailey eine sinkende Froschpopulation und ob die Spezies in dem Gebiet gerettet werden kann. Bailey wird kurz danach von einem unbekannten Lebewesen in den See gezogen und getötet. Scully und Mulder fahren nach Georgia, Scully nimmt ihren Hund Queequeg (den sie seit Folge 3 der dritten Staffel hat) mit, da sie keinen Hundesitter finden kann. Am See verschwindet ein weiterer Mann und Mulder glaubt, dass „Big Blue“, ein Seemonster, dafür verantwortlich ist. Die Agenten sprechen mit Farraday und finden kurz darauf die halbgefressene Leiche des verschwundenen Mannes. Der Besitzer des Angelzubehörladens am See fälscht nachts im Schlamm Spuren von „Big Blue“, er wird dabei angegriffen und getötet. Mulder möchte den See sperren lassen, doch der Sheriff hat nicht genug Personal. Zwei Teenager (bekannt aus Folge 12 der dritten Staffel) kommen an den See, um an Kröten zu lecken, ein Freund von ihnen wird beim Tauchen unter Wasser angegriffen und getötet. Sein abgetrennter Kopf wird an die Wasseroberfläche gespült. Scully hält eine Schiffsschraube für die Todesursache. Der Fotograf Ansel wird angegriffen, als er versucht eine Foto von „Big Blue“ zu machen. Nachdem der Sheriff in den See gefallen ist und unter Wasser eine Berührung gespürt hat, lässt er den See sperren. Mulder spricht mit Ansel, während Scully mit dem Hund Gassi geht. Queequeg rennt davon und wird getötet. Mulder erkennt, dass die Angriffe immer näher ans Ufer kommen. Die Agenten gehen mit einem Boot auf den See, doch das Boot sinkt und sie schaffen es sich auf einen Felsen zu retten. Als der Nebel sich lichtet, erkennen sie, dass sie in unmittelbarer Ufernähe waren. Mulder glaubt, dass der Rückgang der Froschpopulation „Big Blue“ ans Ufer brachte, um neues Futter zu finden. Farraday entkommt einem Angriff, Mulder verfolgt das Wesen und es stellt sich heraus, dass es sich um einen Alligator handelt. Mulder ist enttäuscht, dass es nur ein Alligator war, doch nachdem die Agenten den See verlassen haben, schwimmt „Big Blue“ unbemerkt im See. |           |                                      |                                 |                      |                                       |                  |                                                    |
| 72 | 23        | Ferngesteuert                        | Wetwired                        | 10. Mai 1996         | 6. März 1997                          | Rob S. Bowman    | Mat Beck                                           |
| In Braddock Heights (Maryland) tötet ein Mann seine Frau, da er sie für jemand anderen hält. Auch die Polizisten erscheinen für ihn als andere Personen. Mulder wird von einem Mittelsmann, dem Plain-Clothed-Man, auf den Fall aufmerksam gemacht. Scully und Mulder fahren nach Maryland und sprechen mit dem Mann und dessen Arzt, Dr. Stroman, der aussagt, dass der Mann fünf Menschen tötete, die er alle für dieselbe Person hielt. Als sie das Haus des Mörders besuchen, fällt Mulder ein Mechaniker auf, der an den Kabelleitungen arbeitet. Im Haus finden sie hunderte von Videobändern mit aufgezeichneten Nachrichtensendungen. Scully sichtet die Bänder, da sie die gezeigte Gewalt in den Medien für einen Tatauslöser hält, doch sie bemerkt nichts Auffälliges. Am nächsten Morgen verhält sie sich jedoch äußerst misstrauisch gegenüber Mulder und hält ihn für einen Lügner. Sie glaubt ihn in der letzten Nacht zusammen mit dem Krebskandidaten im Auto gesehen zu haben. Da passiert ein weiterer Mord. Eine Frau glaubte ihren Mann mit einer anderen Frau in der Hängematte gesehen zu haben, in Wahrheit handelte es sich um den Nachbar und dessen Hund. Wieder sieht Mulder den Mechaniker am Tatort, doch der entkommt ihm. Mulder klettert auf den Masten und findet in der Kabelbox ein kleines Gerät, das er zu den Einsamen Schützen bringt. Die finden heraus, dass das Gerät eine Art Signalsender ist. Mulder kontaktiert Scully, die immer paranoider wird und glaubt abgehört zu werden. Als Mulder an ihre Hotelzimmertür klopft feuert sie mit ihrer Waffe auf ihn und flüchtet, Mulder glaubt, dass sie an einer paranoiden Psychose leidet. Die Einsamen Schützen glauben, dass das Gerät Einfluss auf die Gedanken nimmt und die Signale über das TV-Bild aussendet. Mulder ist wegen seiner Rot-Grün-Blindheit davon nicht betroffen. Er findet Scully bei ihrer Mutter. Scully ist aggressiv, doch ihre Mutter kann sie beruhigen und sie scheint wieder die Alte zu sein. Mulder will sich mit Stroman treffen, doch der ist verschwunden, aber in dessen Hotelzimmer findet Mulder Zigarettenkippen. Durch die Telefonverbindungen findet Mulder Stroman in einem Haus mit dem Mechaniker. Als Mulder das Haus betritt fallen Schüsse, Stroman und der Mechaniker sind tot. „X“ nutzt seinen Mittelsmann um Mulder zu informieren, dass er die Ermordungen angeordnet hat. Mulder ist wütend auf „X“, aber „X“ sagt, dass er Mulder noch nützlich sein wird. Später trifft „X“ den Krebskandidaten in einem Auto. |           |                                      |                                 |                      |                                       |                  |                                                    |
| 73 | 24        | Der Tag steht schon fest – Teil 1    | Talitha Cumi (1)                | 17. Mai 1996         | 27. März 1997                         | R. W. Goodwin    | Chris Carter, Idee: David Duchovny, Chris Carter   |
| In einem Café in Arlington (Virginia) zieht ein Mann eine Waffe und schießt auf drei Menschen, bevor er von der Polizei niedergeschossen wird. Ein älterer Mann heilt die Opfer sowie den Schützen durch Berührung mit seiner Handfläche. Scully und Mulder ermitteln. Sie befragen die Opfer und den Schützen und finden heraus, dass der Heiler Jeremiah Smith verschwunden ist, als er von einem Polizisten befragt wurde. Der Krebskandidat trifft Mulders Mutter Teena, die beiden streiten und werden dabei heimlich fotografiert. Skinner informiert Mulder, dass Teena einen Schlaganfall erlitten hat. Im Krankenhaus schreibt Teena Palm („Handfläche“) auf einen Zettel und Mulder stellt daraus einen Zusammenhang zu Smith her. Er sieht Videoaufnahmen, auf denen zu sehen ist, wie Smith befragt wird, dann aber verschwindet und ein anderer Mann an seiner Stelle steht. Smith wird an seiner Arbeitsstelle bei der Social Security Administration (SSA) vom Krebskandidaten abgeholt und in ein Hochsicherheitsgefängnis gebracht. Mulder eilt zu dem Haus seiner Mutter, wo er X trifft, der ihm die Fotos zeigt, auf denen Teena und der Krebskandidat streiten. Mulder durchsucht das Haus und merkt, dass seine Mutter nicht Palm sondern Lamp („Lampe“) schreiben wollte. Er findet eine Alien-Stiletto-Waffe in einer der Lampen. Die gleiche Waffe benutzte auch der Bounty Hunter (siehe Folgen 16 & 17 in Staffel 2). Scully trifft im FBI-Hauptquartier auf einen Mann, der sich als Smith vorstellt und sich stellen möchte. Bei der Befragung gibt er an sich an nichts mehr erinnern zu können. Zur gleichen Zeit befragt der Krebskandidat den echten Smith, der den Glauben an das Projekt des Konsortiums verloren hat. Um den Krebskandidaten aus der Fassung zu bringen, verwandelt er sich in „Deep Throat“ und Bill Mulder sagt ihm, dass er an Lungenkrebs sterben wird. Mulder macht den Krebskandidaten für Teenas Zustand verantwortlich. Er befragt den falschen Smith und dieser flüchtet und entkommt, indem er das Aussehen verändert. Es ist der Bounty Hunter, der nun den echten Smith töten will, aber die Zelle nur noch leer vorfindet. Im Krankenhaus bedroht Mulder den Krebskandidaten mit seiner Waffe, doch der Krebskandidat sagt, dass er mit Teena über Samantha sprach. In der Tiefgarage trifft Mulder auf X, der das Stiletto haben will, was Mulder nicht herausgeben will und so kommt es zum Kampf zwischen den beiden. Scully findet heraus, dass identische Smiths für die SSA im ganzen Land arbeiten. Später trifft sie Smith, der ihr mitteilt, dass sie einen Hochstapler (Bounty Hunter) traf. Er verspricht ihr mehr Informationen und sie treffen Mulder an einem abgelegenen Ort. Mulder möchte, dass Smith Teena besucht, doch dann erscheint der Bounty Hunter. |           |                                      |                                 |                      |                                       |                  |                                                    |